# Kinesisk uldhåndskrabbe
Kinesisk uldhåndskrabbe (Eriocheir sinensis) er en krabbeart, der oprindeligt kun levede langs kysten i Østasien fra Fujian i Kina til Korea. Krabben er en invasiv art og menes at være ført til Danmark via fragtskibes ballastvand og blev første gang set i Danmark i 1927.
Krabben blev i 2002 observeret i Donau i Østrig, og menes at være vandret dertil via Main-Donau-Kanalen.

## Kulinarisk
Krabben er en berømt delikatesse i Shanghai.